# Vitrea gasulli
Vitrea gasulli is een slakkensoort uit de familie van de Pristilomatidae. De wetenschappelijke naam van de soort is voor het eerst geldig gepubliceerd in 1978 door Riedel & Paul.